# کتابخانه مرکزی ملی تایوان
کتابخانه مرکزی ملی تنها کتابخانه ملی در تایوان است که مأموریت آن، گردآوری، طبقه‌بندی و حفظ آثار منتشر شده ملی برای استفاده دولت، پژوهشگران و عموم مردم است.

## نگارخانه

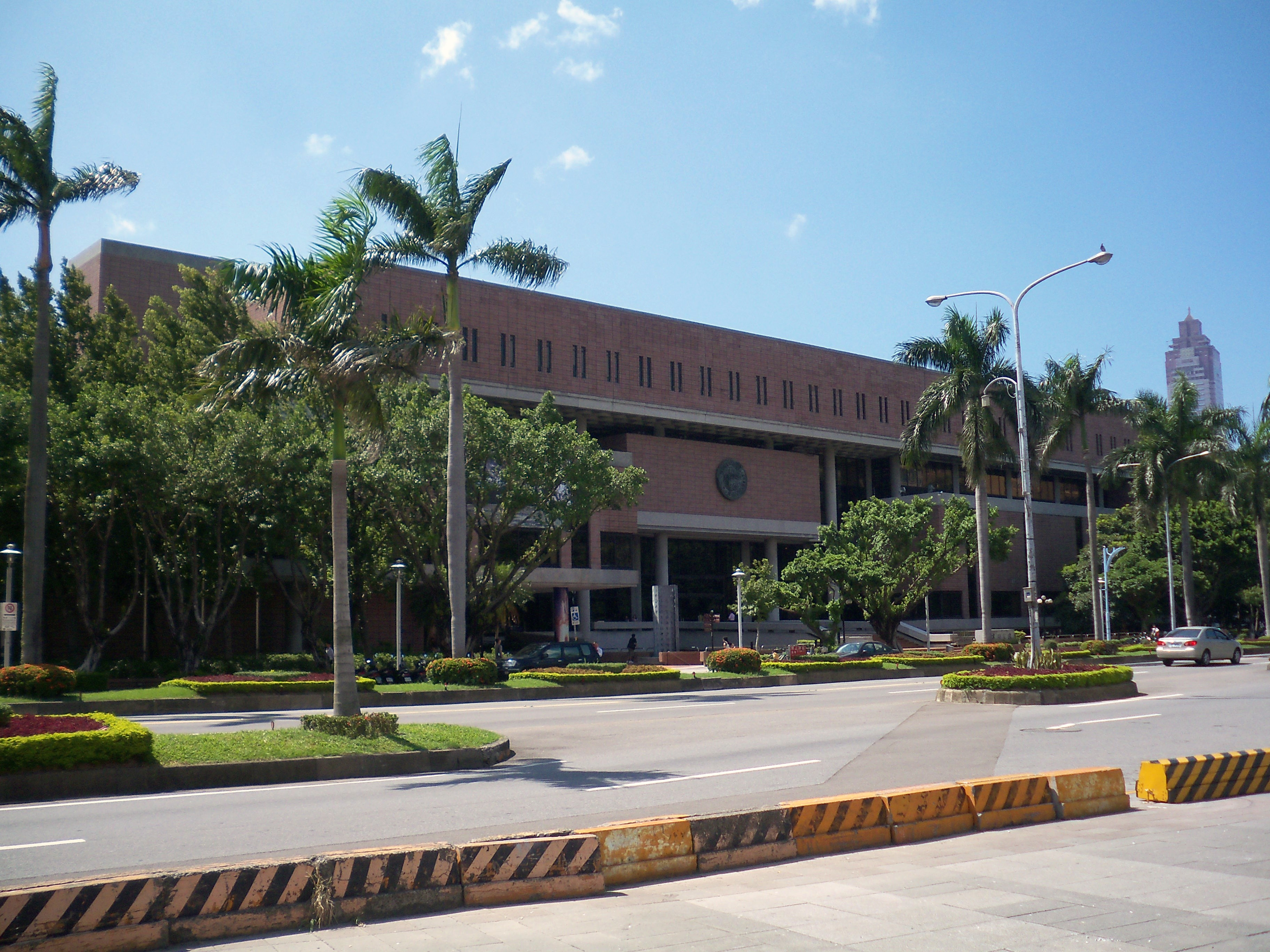
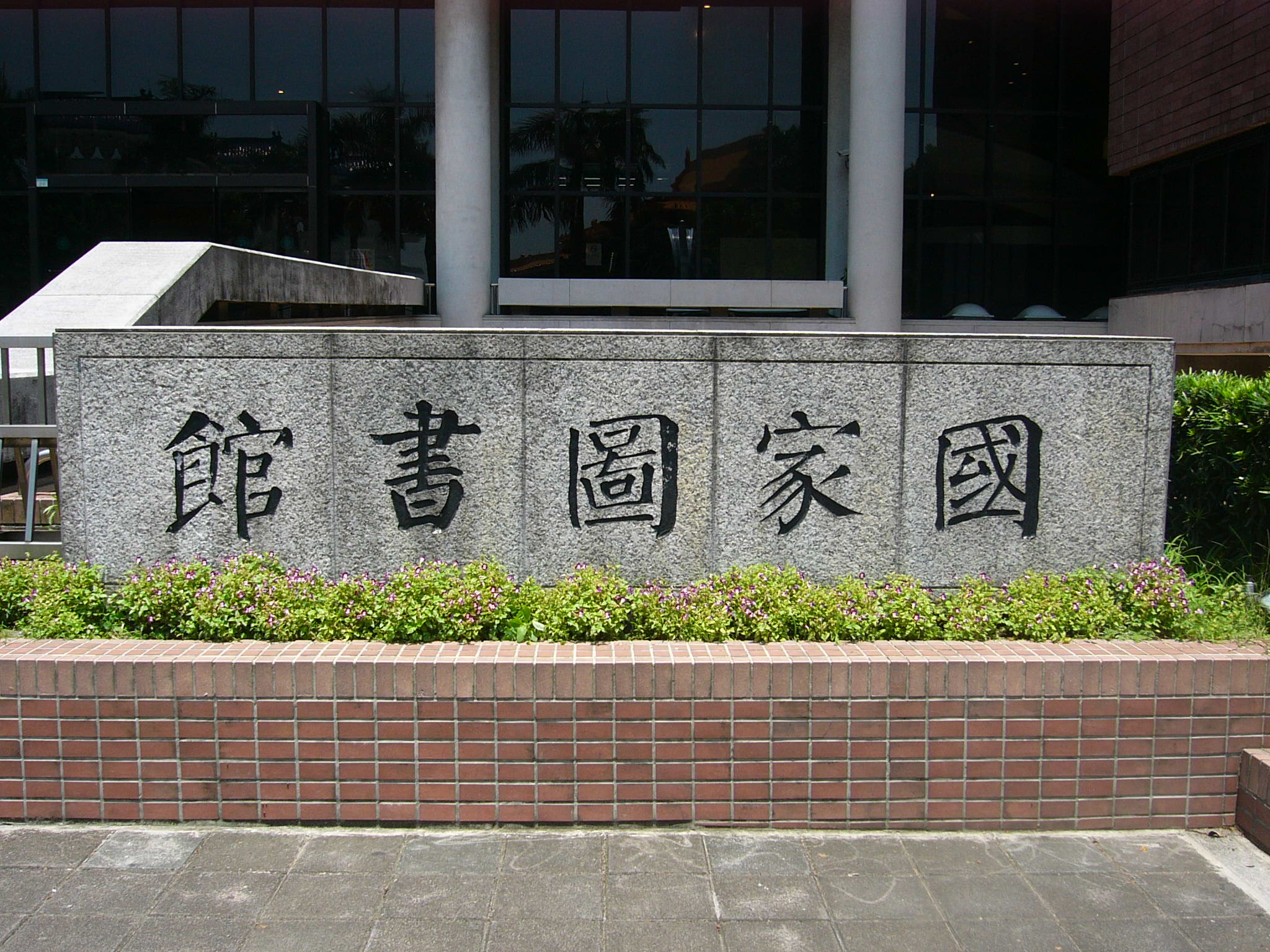
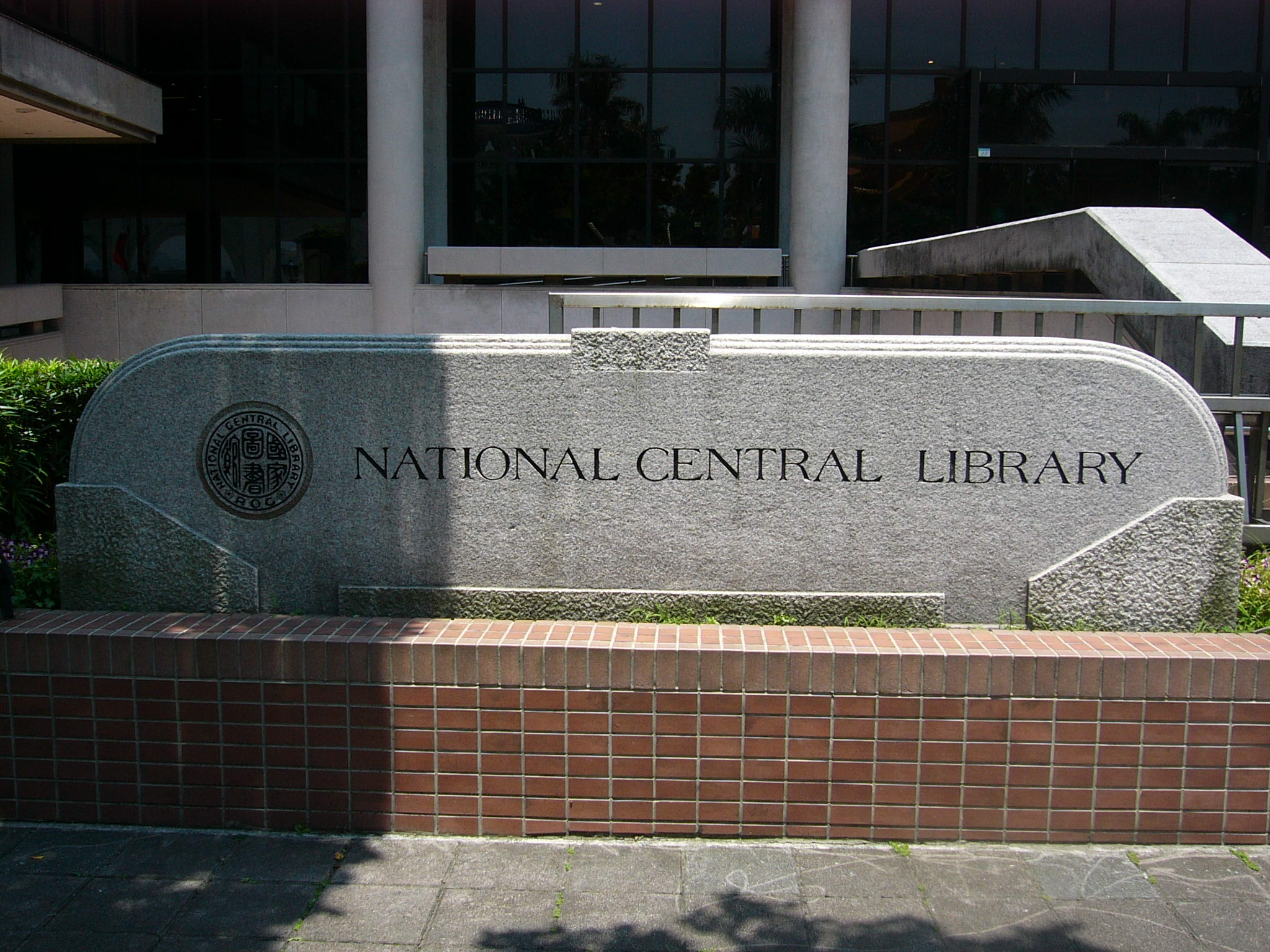
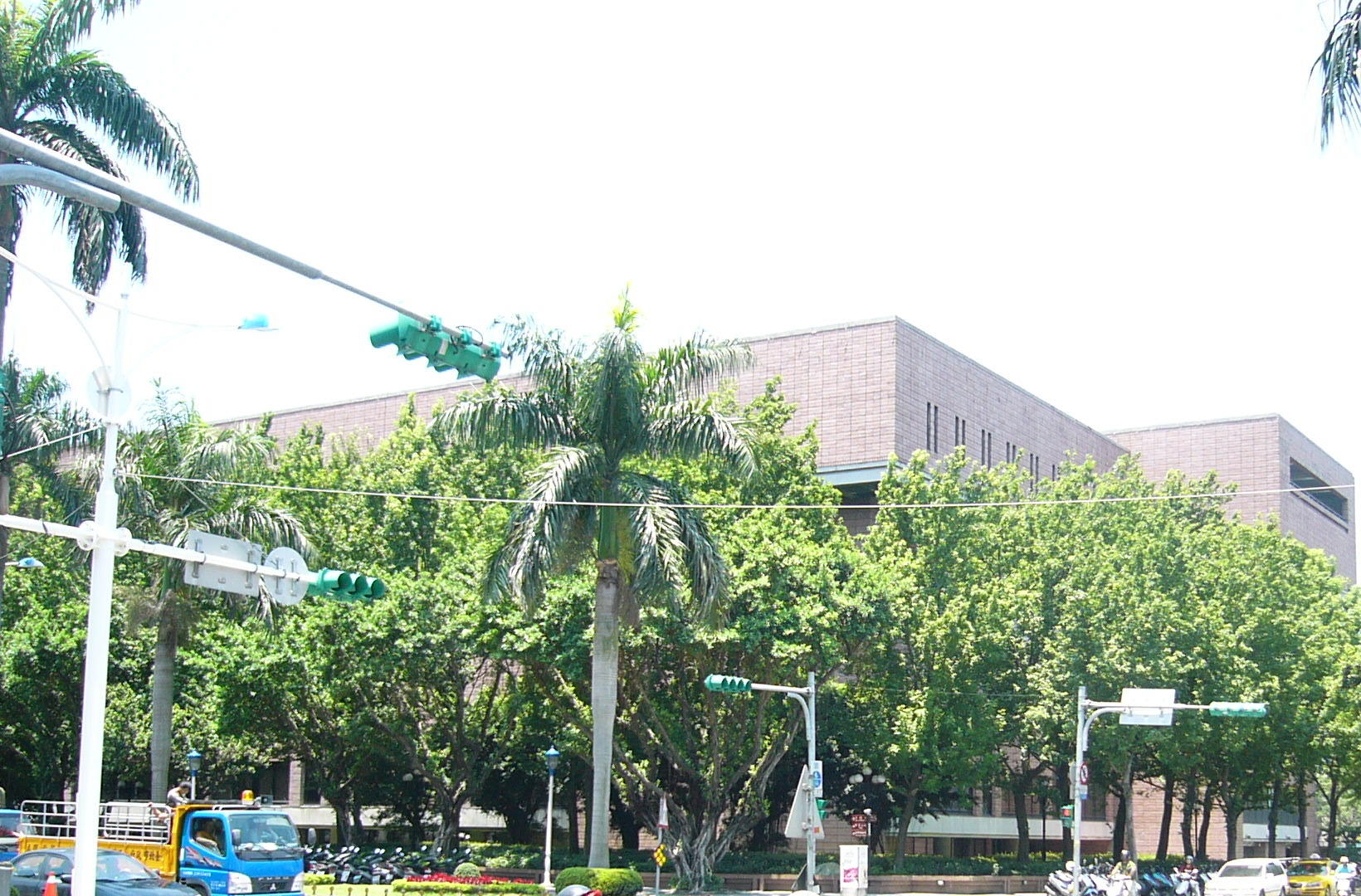